# Aïe, mes aïeux !
Pour plus de détails, voir Fiche technique et Distribution.
Aïe, mes aïeux ! (So's Your Old Man) est un film muet américain réalisé par Gregory La Cava, sorti en 1926. Il a été tourné dans le Queens, à New York, aux studios Astoria.

## Synopsis
Sam Bisbee est un vitrier qui rêve de faire fortune, et dont les combines rendent son épouse folle. Il invente un verre incassable et va faire une démonstration de son invention à un congrès de constructeurs d'automobiles. Mais la démonstration tourne à la catastrophe. Dans le train qui le ramène chez lui, il pense au suicide, avant de voler au secours d'une jolie jeune femme, dont il croit qu'elle veut elle-même mettre fin à ses jours. Cette femme est la princesse Lescaboura, et leur amitié apporte la réussite à la famille Bisbee.

## Fiche technique
- Titre : Aïe, mes aïeux !
- Titre original : So's Your Old Man
- Réalisation : Gregory La Cava
- Scénario et adaptation : J. Clarkson Miller et Howard Emmett Rogers, d'après Mr Bisbee's Princess, de Julian Street
- Photographie : George Webber
- Montage : George Block et Julian Johnson
- Société de production et de distribution : Paramount Pictures
- Pays d'origine : États-Unis
- Format : Noir et blanc - 1,33:1 - Film muet - 35 mm
- Genre : Comédie
- Durée : 67 minutes
- Date de sortie : 25 octobre 1926

## Distribution
- W. C. Fields : Samuel Bisbee
- Alice Joyce : Princesse Lescaboura
- Charles Buddy Rogers : Kenneth Murchison
- Kittins Reicert : Alice Bisbee
- Marcia Harris : Mme Bisbee
- Julia Ralph : Mme Murchison
- Frank Montgomery : Jeff
- Jerry Sinclair : Al

## Autour du film
- Une version parlante, Dollars et Whisky (You're Telling Me!), a été réalisée en 1934 par Erle C. Kenton. On y retrouve W.C. Fields dans le rôle principal.